# Fonfría (Teruel)
Pour les articles homonymes, voir Fonfría.
Fonfría est un municipio (municipalité ou canton) de la Comarque du Jiloca, dans la province de Teruel, communauté autonome d'Aragon, dans le Nord-Est de l'Espagne.